# Ferie d'agosto
Ferie d'agosto är en italiensk dramakomedi från 1995 i regi av Paolo Virzì.

## Utmärkelser
Filmen vann priset David di Donatello för bästa film 1996.

## Rollista i urval
- Silvio Orlando - Sandro Molino
- Laura Morante - Cecilia Sarcoli
- Ennio Fantastichini - Ruggero Mazzalupi
- Paola Tiziana Cruciani - Luciana
- Sabrina Ferilli - Marisa
- Piero Natoli - Marcello
- Antonella Ponziani - Francesca
- Teresa Saponangelo - Irene Vitiello
- Gigio Alberti - Roberto